# Bidiyo jezik
Bidiyo jezik (ISO 639-3: bid; ’bidio, ’bidiyo, bidio, bidiya, bidiyo-waana, bidyo), afrazijski jezik istočnočadske skupine, podskupina dangla-migama, kojim govori 14 000 ljudi (Jungraithmayr 1981) u čadskoj regiji Guéra, departman Guéra.
Bidiyo ima više dijalekata: garawgino (kafila), jekkino (kofilo), bigawguno (tounkoul), nalguno (niergui), ’oboyguno (zerli).

## Vanjske poveznice
- Ethnologue (14th)
- Ethnologue (15th)